# ネット流行語大賞
ネット流行語大賞（ネットりゅうこうごたいしょう）は、1年間にインターネット上で流行した流行語を投票によって決定する賞である。2007年より深水英一郎の発案により開始され、2009年から東京産業新聞社運営のウェブメディア・ガジェット通信が主催している。
2013年度より併催されているアニメ流行語大賞（アニメりゅうこうごたいしょう）についても本項目で取り扱う。

## 概要
2007年、当時未来検索ブラジル代表だった深水英一郎が発案し企画進行した。未来検索ブラジルが運営する2ちゃんねる検索の会員から候補を募集し、同じく会員による投票で流行語を決定する方法で開始。2007年の投票総数は3,723票で、選定結果は2007年12月14日に発表された。2008年の投票総数は43,352票（1次投票から3次投票までの延べ投票数）で、選定結果は2008年12月1日に発表された。
2009年はwebニュース「ガジェット通信」（運営者は未来検索ブラジル代表でもある深水英一郎）が主催となり、投票は「ニコニコ動画」および携帯電話向けホームページ作成サービス「@peps!」とプロフ作成ページ「ChIp!」の協力を得て行なわれた。
2010年からは産経新聞社が中心となり、前述の企業・Webサイトに加えBIGLOBE、goo等のポータルサイトによって構成されたネット流行語大賞実行委員会によって開催され、2010年の選定結果は2010年12月2日に発表された。
2011年は実行委員会によるノミネート発表と共同でのアンケート集計を行ったもののほか、ガジェット通信が単独で2009年以前の方式で行ったものの2つが発表されている。ガジェット通信代表の深水は前者を「共同版」、後者を「本家版」としており、このような手法をとったことについて「新語・流行語大賞の最終的な選考は審査委員会が行っており、その過程がブラックボックス化している。ネットで独自にアンケートを使って選考をおこなえば、もっと実感に近い言葉がでるだろうと考え、アンケートを軸にノミネート語を決定する方式とした。だが、共同版でのノミネート語の選定も徐々にブラックボックス化しており、本末転倒な感じがするので、従来のやり方で結果を出してみた」としている。こうした経緯もあってか、2012年はガジェット通信とniconicoの共催という形に戻っている。2013年以降は、ネット流行語大賞の他にネット上で流行ったアニメでの言葉を対象とした「アニメ流行語大賞」も開催されている。2019年はTOKYO FM・JFN系の朝のラジオ番組『ONE MORNING』とコラボレーションし、同番組のコーナー「リポビタンD TREND NET」で候補となる言葉の選出や紹介、金賞となった言葉の発表を行うことになっている。
同種のイベントとしては、はてな、自由国民社、ITmedia Newsの共同で2005年に開催されたはてな2005ネット流行語大賞があるが、総投票数は340票にとどまり、2006年以降は開催されていない。他には、ニコニコ大百科を運営するドワンゴとピクシブ百科事典を運営するピクシブの共同で2018年からネット流行語100が開催されている。

## 新語・流行語大賞との比較
広く一般の流行語を選定するイベントとしては自由国民社が行う新語・流行語大賞があるが、ネット流行語大賞はインターネット独自の文化色を反映し、2ちゃんねらーの共感を集めた2ちゃんねる用語、ニコニコ動画やTwitterなどの各種ウェブサイトで流行した語といったインターネットスラングが多く選定されている。
2007年にはネット流行語大賞と新語・流行語大賞のそれぞれのトップテンに選ばれた流行語には共通するものは全くなかったが、翌年以降は2008年金賞の「あなたとは違うんです」、2011年（共同版）銀賞の「なでしこJAPAN」、2013年金賞の「いつやるの? 今でしょ!」・銅賞「倍返しだ!」、2014年銅賞の「ダメよ〜ダメダメ」、2015年金賞の「五郎丸」など、世間一般でも流行し新語・流行語大賞に入賞した語も選定されるようになっている。2016年に金賞・銀賞・銅賞を受賞した「PPAP」「ポケモンGO」「保育園落ちた日本死ね」はいずれも新語・流行語大賞でもトップテンに入った語である。特別賞も同じく週刊文春発の言葉であるため、新語・流行語大賞（ゲス不倫）とのダブル受賞となった。

## 歴代受賞用語
| 回 | 年度   | 年度             | 賞                                                                                               | 流行語 | 受賞者・元ネタ                                     |
| -- | ------ | ---------------- | ------------------------------------------------------------------------------------------------ | --- | -------------------------------------------------- |
| 1  | 2007年 | 2007年           | 年間大賞金賞                                                                                     | アサヒる | 朝日新聞社                                         |
| 1  | 2007年 | 2007年           | 銀賞                                                                                             | スイーツ（笑） | 貴婦人達                                           |
| 1  | 2007年 | 2007年           | 銅賞                                                                                             | ゆとり | 文部科学省                                         |
| 1  | 2007年 | 2007年           | 4位：ニコニコ動画、5位：Nice boat.、6位：初音ミク                                                | |                                                    |
| 2  | 2008年 | 2008年           | 年間大賞金賞                                                                                     | あなたとは違うんです | 福田康夫                                           |
| 2  | 2008年 | 2008年           | 銀賞                                                                                             | 〜ですね、わかります | THE IDOLM@STER                                     |
| 2  | 2008年 | 2008年           | 銅賞                                                                                             | ゆっくりしていってね!!! | 東方Project                                        |
| 2  | 2008年 | 2008年           | 4位：毎日変態新聞、5位：わしが育てた、6位：いいえ、ケフィアです。                                | |                                                    |
| 3  | 2009年 | 2009年           | 年間大賞金賞                                                                                     | ※ただしイケメンに限る | すべてのイケメン好きの女性                         |
| 3  | 2009年 | 2009年           | 銀賞                                                                                             | どうしてこうなった | まんじぇろ                                         |
| 3  | 2009年 | 2009年           | 銅賞                                                                                             | 裸になって何がわるい | 草彅剛                                             |
| 3  | 2009年 | 2009年           | 4位：こまけぇこたぁいいんだよ!、5位：政権交代、6位：バリバリ（マジックテープ式の財布を開ける音） | |                                                    |
| 4  | 2010年 | 2010年           | 年間大賞金賞                                                                                     | そんな装備で大丈夫か？ | 竹安佐和記（「エルシャダイ」ディレクター）         |
| 4  | 2010年 | 2010年           | 銀賞                                                                                             | 流出 (sengoku38) | 仙谷由人                                           |
| 4  | 2010年 | 2010年           | 銅賞                                                                                             | 〜イカ? 〜ゲソ | 安部真弘                                           |
| 4  | 2010年 | 2010年           | 4位：本田△（さんかっけー）、5位：＼どや／（どや顔の意）、6位：〜とかマジ勘弁www                  | |                                                    |
| 5  | 2011年 | 共同版           | 年間大賞金賞                                                                                     | ポポポポーン | ACジャパン、東急エージェンシー北海道支社           |
| 5  | 2011年 | 共同版           | 銀賞                                                                                             | なでしこJAPAN | サッカー日本女子代表                               |
| 5  | 2011年 | 共同版           | 銅賞                                                                                             | 僕と契約して、○○になってよ! | キュゥべえ（魔法少女まどか☆マギカ）                |
| 5  | 2011年 | 共同版           | 4位：マル・マル・モリ・モリ、5位：ヤシマ作戦、6位：いいね!                                       | |                                                    |
| 5  | 2011年 | 本家版           | 年間大賞金賞                                                                                     | ポポポポーン | ACジャパン、東急エージェンシー北海道支社           |
| 5  | 2011年 | 本家版           | 銀賞                                                                                             | ただちに影響はない | 枝野幸男                                           |
| 5  | 2011年 | 本家版           | 銅賞                                                                                             | セシウムさん | 東海テレビ放送                                     |
| 5  | 2011年 | 本家版           | 4位：わけがわからないよ、5位：オワコン、6位：なでしこ                                            | |                                                    |
| 6  | 2012年 | 2012年           | 年間大賞金賞                                                                                     | ステマ |                                                    |
| 6  | 2012年 | 2012年           | 銀賞                                                                                             | (」・ω・)」うー！(／・ω・)／にゃー！ | 這いよれ! ニャル子さん                             |
| 6  | 2012年 | 2012年           | 銅賞                                                                                             | ┌（┌ ＾o＾）┐ホモォ… |                                                    |
| 6  | 2012年 | 2012年           | 4位：ナマポ、5位：(震え声)、6位：ゴリ押し                                                        | |                                                    |
| 7  | 2013年 | ネット流行語大賞 | 金賞                                                                                             | いつやるの? 今でしょ! | 林修                                               |
| 7  | 2013年 | ネット流行語大賞 | 銀賞                                                                                             | 激おこプンプン丸 |                                                    |
| 7  | 2013年 | ネット流行語大賞 | 銅賞                                                                                             | 倍返しだ! | 半沢直樹                                           |
| 7  | 2013年 | アニメ流行語大賞 | 金賞                                                                                             | にゃんぱすー | のんのんびより                                     |
| 7  | 2013年 | アニメ流行語大賞 | 銀賞                                                                                             | 駆逐してやる | 進撃の巨人                                         |
| 7  | 2013年 | アニメ流行語大賞 | 銅賞                                                                                             | 俺はフリーしか泳がない | Free!                                              |
| 8  | 2014年 | ネット流行語大賞 | 金賞                                                                                             | STAP細胞はありまぁす | 小保方晴子                                         |
| 8  | 2014年 | ネット流行語大賞 | 銀賞                                                                                             | ンァッ! ハッハッハッハー! この日本ンフンフンッハアアアアアアアアアアァン! アゥッアゥオゥウアアアアアアアアアアアアアアーゥアン! コノヒホンァゥァゥ……アー! 世の中を……ウッ……ガエダイ!  | 野々村竜太郎                                       |
| 8  | 2014年 | ネット流行語大賞 | 銅賞                                                                                             | ダメよ〜ダメダメ | 日本エレキテル連合                                 |
| 8  | 2014年 | アニメ流行語大賞 | 金賞                                                                                             | レロレロレロレロ | ジョジョの奇妙な冒険 スターダストクルセイダース    |
| 8  | 2014年 | アニメ流行語大賞 | 銀賞                                                                                             | もんげー | 妖怪ウォッチ                                       |
| 8  | 2014年 | アニメ流行語大賞 | 銅賞                                                                                             | 妖怪のせいなのね | 妖怪ウォッチ                                       |
| 9  | 2015年 | ネット流行語大賞 | 金賞                                                                                             | 五郎丸 | 五郎丸歩                                           |
| 9  | 2015年 | ネット流行語大賞 | 銀賞                                                                                             | ぱよぱよちーん | F-Secure元社員                                     |
| 9  | 2015年 | ネット流行語大賞 | 銅賞                                                                                             | ISIS/イスラム国 |                                                    |
| 9  | 2015年 | アニメ流行語大賞 | 金賞                                                                                             | あ…ありのまま 今 起こった事を話すぜ! | ジョジョの奇妙な冒険 スターダストクルセイダース    |
| 9  | 2015年 | アニメ流行語大賞 | 銀賞                                                                                             | 例の紐 / 紐神様 | ダンジョンに出会いを求めるのは間違っているだろうか |
| 9  | 2015年 | アニメ流行語大賞 | 銅賞                                                                                             | 鉄火丼 | 機動戦士ガンダム 鉄血のオルフェンズ                |
| 10 | 2016年 | ネット流行語大賞 | 金賞                                                                                             | PPAP / ペンパイナッポーアッポーペン | ピコ太郎                                           |
| 10 | 2016年 | ネット流行語大賞 | 銀賞                                                                                             | ポケモンGO |                                                    |
| 10 | 2016年 | ネット流行語大賞 | 銅賞                                                                                             | 保育園落ちた日本死ね | はてな匿名ダイアリー                               |
| 10 | 2016年 | ネット流行語大賞 | 特別賞                                                                                           | センテンススプリング / 文春砲 | 週刊文春編集部                                     |
| 10 | 2016年 | アニメ流行語大賞 | 金賞                                                                                             | たった今、好きになった | 響け!ユーフォニアム2                               |
| 10 | 2016年 | アニメ流行語大賞 | 銀賞                                                                                             | ガルパンはいいぞ | ガールズ&パンツァー 劇場版                         |
| 10 | 2016年 | アニメ流行語大賞 | 銅賞                                                                                             | 今日も一日がんばるぞい | NEW GAME!                                          |
| 10 | 2016年 | アニメ流行語大賞 | 特別賞 （組織の力賞）                                                                            | バイバイバナナ | 星の子ポロン                                       |
| 11 | 2017年 | ネット流行語大賞 | 金賞                                                                                             | Nintendo Switch |                                                    |
| 11 | 2017年 | ネット流行語大賞 | 銀賞                                                                                             | 72時間ホンネテレビ | 稲垣吾郎・草彅剛・香取慎吾                         |
| 11 | 2017年 | ネット流行語大賞 | 銅賞                                                                                             | このハゲーーー！ | 豊田真由子                                         |
| 11 | 2017年 | アニメ流行語大賞 | 金賞                                                                                             | ドーン！ | 笑ゥせぇるすまんNEW                                |
| 11 | 2017年 | アニメ流行語大賞 | 銀賞                                                                                             | わーい！ / たーのしー！ / すごーい！ | けものフレンズ                                     |
| 11 | 2017年 | アニメ流行語大賞 | 銅賞                                                                                             | 止まるんじゃねぇぞ… | 機動戦士ガンダム 鉄血のオルフェンズ                |
| 12 | 2018年 | ネット流行語大賞 | 金賞                                                                                             | バーチャルYouTuber / VTuber | YouTube                                            |
| 12 | 2018年 | ネット流行語大賞 | 銀賞                                                                                             | 平成最後の○○ |                                                    |
| 12 | 2018年 | ネット流行語大賞 | 銅賞                                                                                             | 大迫半端ないって | 滝川第二高校サッカー部主将                         |
| 12 | 2018年 | アニメ流行語大賞 | 金賞                                                                                             | 安室透 | 名探偵コナン ゼロの執行人                          |
| 12 | 2018年 | アニメ流行語大賞 | 銀賞                                                                                             | 安室の女 | 名探偵コナン ゼロの執行人                          |
| 12 | 2018年 | アニメ流行語大賞 | 銅賞                                                                                             | さてはアンチだなオメー | ポプテピピック                                     |
| 13 | 2019年 | ネット流行語大賞 | 金賞                                                                                             | NHKをぶっ壊す | 立花孝志                                           |
| 13 | 2019年 | ネット流行語大賞 | 銀賞                                                                                             | N国党 / NHKから国民を守る党 |                                                    |
| 13 | 2019年 | ネット流行語大賞 | 銅賞                                                                                             | 上級国民 / 上級無罪 | 飯塚幸三                                           |
| 13 | 2019年 | アニメ流行語大賞 | 金賞                                                                                             | ゴマすりクソバード | けものフレンズ2                                    |
| 13 | 2019年 | アニメ流行語大賞 | 銀賞                                                                                             | シャミ子が悪いんだよ | まちカドまぞく                                     |
| 13 | 2019年 | アニメ流行語大賞 | 銅賞                                                                                             | イキリ鯖太郎 | Fate/Grand Order ‐絶対魔獣戦線バビロニア‐          |
| 14 | 2020年 | ネット流行語大賞 | 金賞                                                                                             | 鬼滅の刃 |                                                    |
| 14 | 2020年 | ネット流行語大賞 | 銀賞                                                                                             | 密です! | 小池百合子                                         |
| 14 | 2020年 | ネット流行語大賞 | 銀賞                                                                                             | あつ森 / あつまれ どうぶつの森 |                                                    |
| 14 | 2020年 | ネット流行語大賞 | 銅賞                                                                                             | コロナ / 新型コロナウイルス / COVID-19 |                                                    |
| 14 | 2020年 | アニメ流行語大賞 | 金賞                                                                                             | ◯◯の呼吸 | 鬼滅の刃                                           |
| 14 | 2020年 | アニメ流行語大賞 | 銀賞                                                                                             | 全集中 | 鬼滅の刃                                           |
| 14 | 2020年 | アニメ流行語大賞 | 銅賞                                                                                             | 煉獄さん200億の男 | 劇場版「鬼滅の刃」無限列車編                       |
| 15 | 2021年 | ネット流行語大賞 | 金賞                                                                                             | ウマ娘 |                                                    |
| 15 | 2021年 | ネット流行語大賞 | 銀賞                                                                                             | 男の人っていつもそうですね…! 私たちのことなんだと思ってるんですか!? | ゾンビのあふれた世界で俺だけが襲われない           |
| 15 | 2021年 | ネット流行語大賞 | 銅賞                                                                                             | 立憲共産党 | 麻生太郎                                           |
| 15 | 2021年 | アニメ流行語大賞 | 金賞                                                                                             | モルカー/PUI PUI | PUI PUI モルカー                                   |
| 15 | 2021年 | アニメ流行語大賞 | 金賞                                                                                             | マフティー構文/「やってみせろよ、マフティー!」 「何とでもなるはずだ!」 「ガンダムだと!?」                                                                                            | 機動戦士ガンダム 閃光のハサウェイ                  |
| 15 | 2021年 | アニメ流行語大賞 | 銀賞                                                                                             | ひよってるやついる？ | 東京リベンジャーズ                                 |
| 15 | 2021年 | アニメ流行語大賞 | 銀賞                                                                                             | うまぴょい | ウマ娘 プリティーダービー                          |
| 15 | 2021年 | アニメ流行語大賞 | 銅賞                                                                                             | ○○に反省を促すダンス | 機動戦士ガンダム 閃光のハサウェイ                  |
| 16 | 2022年 | ネット流行語大賞 | 金賞                                                                                             | おとわっか | ファイナルファンタジーX、魔法少女まどか☆マギカ     |
| 16 | 2022年 | ネット流行語大賞 | 銀賞                                                                                             | ○○確定な | 週刊文春                                           |
| 16 | 2022年 | ネット流行語大賞 | 銅賞                                                                                             | ガーシー議員/ガーシー砲 | ガーシー                                           |
| 16 | 2022年 | アニメ流行語大賞 | 金賞                                                                                             | ウタ | ONE PIECE FILM RED                                 |
| 16 | 2022年 | アニメ流行語大賞 | 銀賞                                                                                             | さかなー | リコリス・リコイル                                 |
| 16 | 2022年 | アニメ流行語大賞 | 銀賞                                                                                             | アーニャ、しってる | SPY×FAMILY                                         |
| 16 | 2022年 | アニメ流行語大賞 | 銅賞                                                                                             | ダブスタクソ親父 | 機動戦士ガンダム 水星の魔女                        |
| 17 | 2023年 | ネット流行語大賞 | 金賞                                                                                             | 増税メガネ | 岸田文雄                                           |
| 17 | 2023年 | ネット流行語大賞 | 銀賞                                                                                             | Colabo問題 |                                                    |
| 17 | 2023年 | ネット流行語大賞 | 銀賞                                                                                             | ちょんまげ小僧／ひき肉です |                                                    |
| 17 | 2023年 | ネット流行語大賞 | 銅賞                                                                                             | 教育教育教育教育教育教育教育教育教育教育教育教育教育教育教育教育教育教育死刑死刑死刑死刑死刑死刑死刑死刑死刑教育教育教育教育教育教育教育教育教育教育教育教育教育教育教育教育教育教育 | 兼重宏一（ビッグモーター元副社長）                 |
| 17 | 2023年 | アニメ流行語大賞 | 金賞                                                                                             | 君は完璧で究極のゲッター | 【推しの子】／真ゲッターロボ対ネオゲッターロボ     |
| 17 | 2023年 | アニメ流行語大賞 | 銀賞                                                                                             | サトシ引退 | ポケットモンスター めざせポケモンマスター          |
| 17 | 2023年 | アニメ流行語大賞 | 銅賞                                                                                             | やめなさい！ | 機動戦士ガンダム 水星の魔女                        |
| 18 | 2024年 | ネット流行語大賞 | 金賞                                                                                             | まいたけダンス | 儒烏風亭らでん                                     |
| 18 | 2024年 | ネット流行語大賞 | 銀賞                                                                                             | 闇バイト／ホワイト案件 |                                                    |
| 18 | 2024年 | ネット流行語大賞 | 銅賞                                                                                             | 無課金おじさん | ユスフ・ディケチ                                   |
| 18 | 2024年 | アニメ流行語大賞 | 金賞                                                                                             | つむぎ、うれC | ひみつのアイプリ                                   |
| 18 | 2024年 | アニメ流行語大賞 | 銀賞                                                                                             | しかのこのこのここしたんたん | しかのこのこのここしたんたん                       |
| 18 | 2024年 | アニメ流行語大賞 | 銅賞                                                                                             | ヒンメル理論／ヒンメル構文「勇者ヒンメルならそうした」 | 葬送のフリーレン                                   |